# Spilosoma garida
Spilosoma garida är en fjärilsart som beskrevs av Swinhoe 1892. Spilosoma garida ingår i släktet Spilosoma och familjen björnspinnare. Inga underarter finns listade i Catalogue of Life.